# ساموئل ادجی
ساموئل ادجی (انگلیسی: Samuel Adjei؛ زادهٔ ۱۱ مارس ۱۹۹۳) بازیکن فوتبال اهل سوئد از تبار غنا است.
وی همچنین در تیم‌های ملی فوتبال زیر ۱۷ سال سوئد و زیر ۱۹ سال سوئد بازی کرده است.